# 宁河镇
宁河镇，是中华人民共和国天津市宁河区下辖的一个乡镇级行政单位。
2020年7月，全国爱卫会命名宁河镇为2017-2019周期国家卫生乡镇。

## 行政区划
宁河镇下辖以下地区：
清泥村、北岳庄村、张辛村、牛口村、前帮道沽村、后帮道沽村、宁河二村、宁河三村、宁河四村、宁河五村、宁河六村、西关村、南沽村、林庄子村、孙庄子村、谷庄子村、胡庄子村、杨泗庄村、任汉庄村、大辛庄村、小辛庄村、江洼口村、洛波汀村、大月河村、小月河村、端庄村和鲁庄村。